# Mary E. Britton
Mary E. Britton (ur. w 1855 w Lexington (USA), zm. 1925 w Lexington) – pierwsza Afroamerykanka-lekarz w USA.
Ukończyła Berea College, a następnie American Missionary College w Chicago. Pracowała jako nauczycielka w szkołach państwowych, gdzie zetknęła się z urzędową dyskryminacją Afroamerykanów. To skłoniło ją do poświęcenia się medycynie i działalności społecznej. Po otrzymaniu dyplomu wróciła do rodzinnego Lexington (Kentucky), gdzie jako pierwsza Afroamerykanka prowadziła praktykę lekarską (głównie hydroterapia i elektroterapia) w latach 1904–1923. Przyjmowała pacjentów wszystkich ras (co była w tamtych czasach wyjątkowe), ale najwięcej pracy wkładała w poprawę warunków życia miejscowych Afroamerykanów. 
Była działaczką społeczną na rzecz równouprawnienia Afroamerykanów w USA; napisała setki artykułów przeciwko segregacji rasowej, uczestniczyła w wielu manifestacjach. Została pochowana w Lexington.